# Герб Тарту
Герб Тарту — наряду с флагом является официальным символом Тарту, Эстония.
«В серебряном (в настоящее время — красном) поле — городская стена с двумя башнями, с отверстыми воротами, с поднятою решёткою; над решёткою — львиная голова, в воротах — золотая звезда, и под нею — полумесяц; между башнями — меч и ключ, а над ними — корона».
Скрещённые над городскими воротами ключ и меч — символы святых апостолов Петра и Павла, защитников и покровителей города.

## История герба
Герб ведёт свою историю от средневековой городской печати. Восстановлен 20 мая 1992 года.
В конце XVI века Южная Эстония находилась под властью Польши. В 1584 году польский король Стефан Баторий пожаловал Дерпту городской флаг на основе польского флага.

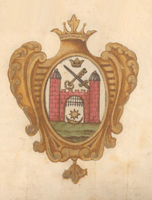
Герб Дерпта 1730 года из Гербовника

Описание герба города Дерпт по Гербовнику 1730 года:
В серебряном поле городская стена с двумя башнями, с отверстыми воротами, с поднятою решеткою; над решеткою львиная голова, в воротах золотая звезда, и под нею полумесяц; между башнями меч и ключ, а над ними корона.